# The Jean Genie
«The Jean Genie» — песня британского рок-музыканта Дэвида Боуи, первоначально выпущенная в ноябре 1972 года в качестве ведущего сингла к альбому Aladdin Sane (1973). Песня была записана Боуи совместно с его аккомпанирующей группой The Spiders from Mars (в которую входили Мик Ронсон, Тревор Болдер и Мик Вудманси) и спродюсирована Кенном Скоттом. По словам музыканта, композиция представляла собой «шведский стол воображаемой Американы» с главным героем, вдохновлённым Игги Попом. Название песни было отсылкой к писателю Жану Жене, а для её раскрутки был снят видеоклип при участии помощницы Энди Уорхола Сиринды Фокс. «The Jean Genie» заняла 2-е место в британском сингловом чарте и по прошествии времени стала одной из самых известных песен в дискографии её автора.

## Предыстория
По словам биографа Николаса Пегга, «The Jean Genie» возникла как импровизированный джем-сейшен под названием «Bussin’» в туристическом автобусе между первыми двумя концертами в Кливленде и Мемфисе, когда Мик Ронсон начал играть гитарный рифф, вдохновлённый творчеством Бо Диддли, на его новой Les Paul. Впоследствии она стала первой песней, которую Боуи сочинил для альбома Aladdin Sane — осенью 1972 года во время его американского турне. Композиция была завершена в Нью-Йорке, где музыкант провёл время с помощницей Энди Уорхола Сириндой Фокс. Впоследствии Боуи заявил: «Я сочинил её для развлечения Сиринды в её квартире. Сексуальная девушка». Позже, в 1990-х, Боуи описал эту песню как «шведский стол воображаемой Американы» и «мою первую нью-йоркскую песню».
Запись песни проходила в нью-йоркской студии RCA Studios 6 октября 1972 года. «У меня был отличный разговор с [басистом] Тревором Болдером», — впоследствии вспоминал Джо Эллиотт из Def Leppard. «Я спросил: „Помнишь, как ты записывал The Jean Genie?“ А он ответил: „Нет. У нас на вся работа заняла часа полтора“».
Сведение проходило на следующей неделе в студии RCA Studio B (Нэшвилл, штат Теннесси); оригинальный сингловый микс записан в узком стерео формате, в то время как в альбомном варианте стереофонический звуковой ландшафт шире.

## Музыка и текст
Ритм-энд-блюзовый рифф песни часто сравнивают с творчеством группы The Yardbirds, особенно с их кавером на песню Бо Диддли «I’m a Man», но, скорее всего, он был вдохновлён La Fille du Père Noël (1966) французского певца Жака Дютронка. В свою очередь, в тексте усмотрели «дешёвую стилизацию» под The Velvet Underground. Текст был частично вдохновлён другом Боуи Игги Попом или, по словам самого Боуи, «персонажем типа Игги … на самом деле это был не Игги». Строчка «Он такой простодушный, что не может управлять своим модулем» впоследствии дала название группе Simple Minds.
Название долгое время воспринималось как отсылка к писателю Жану Жене. Однажды Боуи сказал, что оно возникло «подсознательно… но, вероятно, так и есть». В биографии музыканта 2005 года Moonage Daydream он высказался по тому поводу менее двусмысленно: «Начав с лёгкого риффа, который я написал однажды вечером в Нью-Йорке для развлечения Сиринды, я развил текст до бессловесной помпы, и в конечном счёте песня превратилась в что-то вроде шведского стола из воображаемой Американы … основанный на образе Игги … Название, конечно же, было неуклюжей игрой слов в адрес Жана Жене».
Боуи записал текст песни, состоящий из 18 строк, на разлинованном листе формата А4. В 1973 году он подарил подписанную рукопись основателю своего фан-клуба в Нью-Йорке Нилу Питерсу, который в 2023 году продал её на аукционе за 57 тыс. фунтов стерлингов (около 5 млн рублей).

## Музыкальное видео
В октябре 1972 года Мик Рок снял видеоклип для раскрутки песни, скомбинировав концертные и студийные записи выступления Боуи с The Spiders from Mars, с кадрами, на которых музыкант позирует в отеле «the Mars Hotel» с Сириндой Фокс. Боуи
хотел, чтобы в видео «Зигги был своего рода голливудской уличной крысой» с «супругой вроде Мэрилин». В итоге пригласили Фокс, которая специально для съёмок прилетела из Нью-Йорка в Сан-Франциско.
Боуи также записал «The Jean Genie» для программы Top of the Pops, выступление транслировалось 4 января 1973 года. Группа из четырёх человек выступила вживую, а Мик Ронсон исполнил длинное гитарное соло, что было не типично для того времени.. Запись этого выпуска впоследствии была стёрта, но оператор Джон Хеншалл (использовавший для съёмки выступления новомодную камеру с объективом «рыбий глаз») сделал личную копию. Когда с Хеншаллом связались по поводу его коллекции материалов, и он был крайне удивлён, обнаружив, что он единственный, у кого сохранилась копия этой передачи. Выступление было отреставрировано и показано в Британском институте кино в декабре 2011 года. BBC ретранслировала клип в рождественском выпуске Top of the Pops 2 21 декабря 2011 года, впервые со времён оригинальной трансляции в январе 1973 года.

## Выпуск и наследие
«The Jean Genie» был выпущен 24 ноября 1972 года на лейбле RCA Records (как RCA 2302) в качестве ведущего сингла альбома Aladdin Sane, с песней «Ziggy Stardust» (1972) на второй стороне On the album, it appears as the ninth and penultimate track. Песня фигурирует в альбоме в качестве девятого, предпоследнего трека. Сингл провёл 13 недель в UK Singles Chart, добравшись до 2-го места, что сделало его самым большим хитом Боуи на тот момент; возглавить хит-парад помешала песня Маленького Джимми Осмонда «Long Haired Lover from Liverpool». В США композиция заняла 71-е место [местного синглового чарта Billboard Hot 100. Хотя биограф Дэвид Бакли описал её как «вторичную, монотонную, но, несомненно, запоминающуюся», она стала одной из визитных карточек Дэвида Боуи — впоследствии музыкант часто исполнял её на своих концертах.
В Великобритании возник небольшой казус, когда коллеги Боуи по RCA, группа The Sweet, выпустила песню «Block Buster!», в которой звучал очень похожий на «The Jean Genie» рифф. Сингл The Sweet, написанный Майком Чепменом и Ники Чинном, записанный и выпущенный чуть позже песни Боуи, занял 1-е место в британских чартах и 73-е место в США, в то время как «The Jean Genie» все ещё прибывал в Top-10 Великобритании. Обе стороны утверждали, что сходство, как выразился Ники Чинн, «абсолютным совпадением». Чинн вспоминал встречу с Боуи, на которой последний «абсолютно невозмутимо посмотрел на меня и сказал: „Уёбок!“ А потом он встал, обнял меня и сказал: „Поздравляю…“».
Песню перепевали многие музыканты, в том числе U2, Van Halen и The Dandy Warhols.

## Список композиций
Все песни написаны Дэвидом Боуи
1. «The Jean Genie» — 4:02
2. «Ziggy Stardust» — 3:13

Американское издание сингла содержало на второй стороне песню «Hang On to Yourself», в свою очередь би-сайдом японского издания была композиция «John, I’m Only Dancing».

## Участники записи
Данные взяты из книги Криса О’Лири:
- Дэвид Боуи — ведущий вокал, ритм-гитара, губная гармоника
- Мик Ронсон — соло-гитара, бэк-вокал
- Тревор Болджер — бас-гитара
- Мик «Вуди» ВУдманси — ударные, бубен

Продюсирование
- Кен Скотт
- Дэвид Боуи

## Позиции в хит-парадах
| Хит-парад (1972—1973)          | Высшая позиция |
| ------------------------------ | -------------- |
| Австралия (Kent Music Report)  | 42             |
| Бельгия/Фландрия (Ultratop 50) | 26             |
| Бельгия/Валлония (Ultratop 50) | 7              |
| Канада RPM Top Singles         | 75             |
| Франция (SNEP)                 | 22             |
| ФРГ (GfK)                      | 37             |
| Irish Singles Chart            | 3              |
| Нидерланды (Dutch Top 40)      | 7              |
| Нидерланды (Single Top 100)    | 5              |
| Spanish Singles Chart          | 8              |
| UK Singles Chart (OCC)         | 2              |
| Billboard Hot 100              | 71             |

## Сертификация
| Регион                                                                      | Сертификация | Продажи |
| --------------------------------------------------------------------------- | ------------ | ------- |
| Великобритания (BPI)                                                        | Серебряный   | 200 000 |
| Данные о продажах + прослушиваниях приведены только на основе сертификации. |              |         |